# راموچا
راموچا (به مجاری:  Ramocsa) یک شهرداری در مجارستان است که در ناحیه لنتی واقع شده‌است. راموچا ۲٫۷۳ کیلومتر مربع مساحت و ۴۷ نفر جمعیت دارد.